# San Martín de Unx
San Martín de Unx ist eine spanische Gemeinde in der Comunidad Foral de Navarra, 11 km östlich von Tafalla und 45 km von Pamplona entfernt.

## Bevölkerungsentwicklung der Gemeinde
Quelle:INE-Archiv – grafische Aufarbeitung für Wikipedia